# بوتالين
بوتالين هو هيدروكربون متعدد الحلقات يتألف من حلقتي بوتاديين، وله الصيغة الكيميائية C6H4.

## التحضير
يمكن أن تتم عملية التحضير من إجراء تفاعل حذف من مشتق بنزين ديوار.

## الخواص
يمكن تصور البنية على أنها حلقة بنزين ذات جسر داخلي. بالمقابل تشير الحسابات النظرية أن المركب أقل استقراراً من بنية الأراين ثنائية الجذر، وهو المصاوغ التكافؤي حين لا يكون الجسر موجوداً.

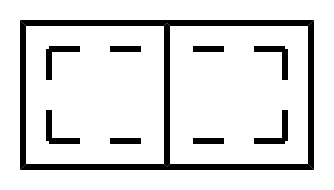
الرنين في بنية البوتالين.

أشارت الحسالات النظرية منذ البدء أن البوتالين يمتلك بنية مسطّحة، وبما أنه يحوي على ست إلكترونات باي فهو مركب عطري حسب قاعدة هوكل. كما يخضع المركب للترافق في البنية بشكل مشابه لحلقة البنزين، وذلك من دون حدوث رنين عبر الحلقة على طول الرابطة الجسرية.